# ムアンラーチャブリー郡
座標: 北緯13度31分42秒 東経99度48分42秒 / 北緯13.52833度 東経99.81167度
ムアンラーチャブリー郡（ムアンラーチャブリーぐん）はタイ中部・ラーチャブリー県にある郡（アムプー）である。ラーチャブリー県の県庁所在地（ムアン）でもある。

## 名称
ラーチャブリーとは「王の街」を意味する。短くラートブリーと発音されることもある。

## 歴史

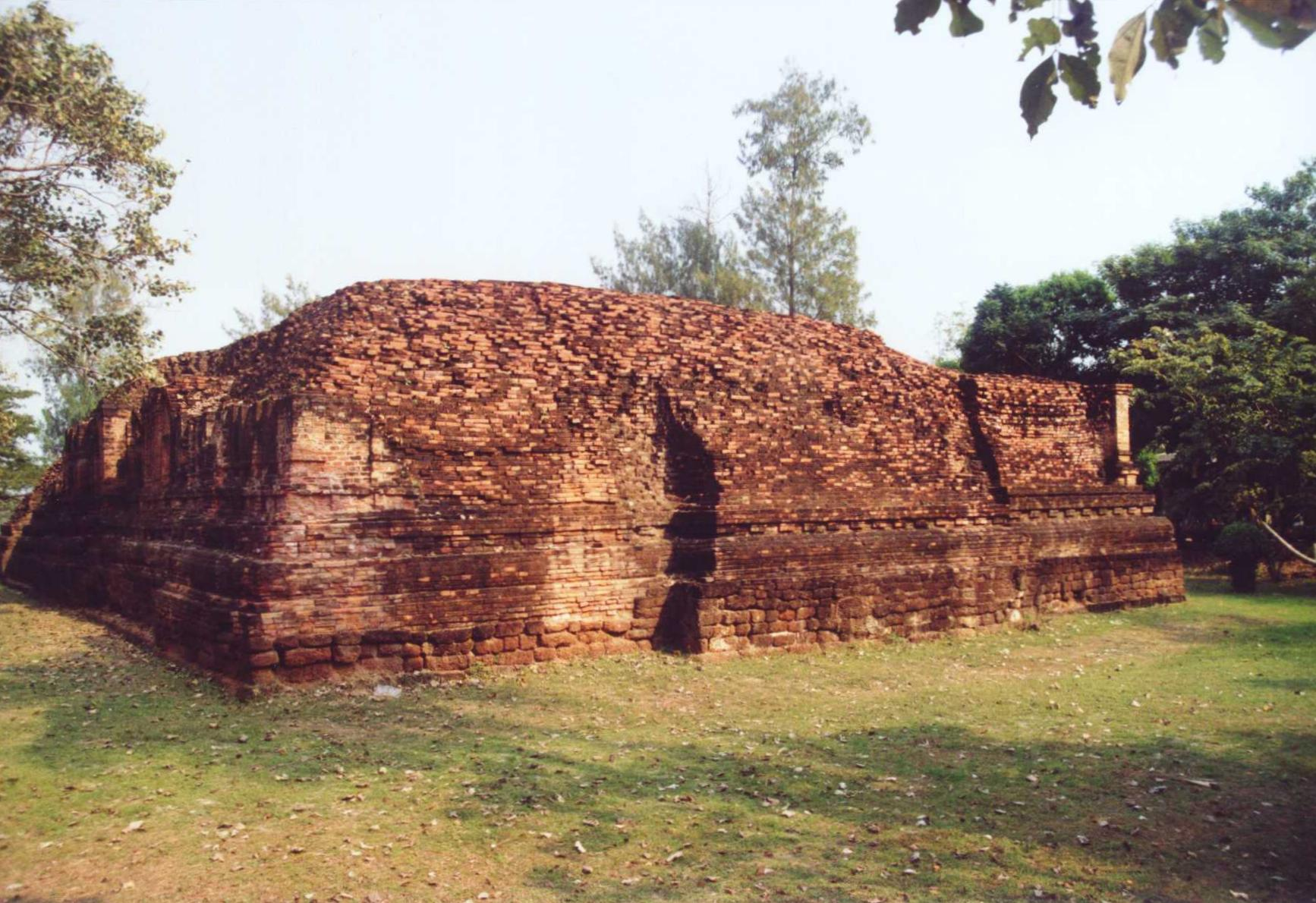
クーブワの仏塔の跡

郡内のクーブワにはドヴァーラヴァティー時代の遺構があり、ラーチャブリーがその時代から重要な都市であったことを示している。
その後のアユタヤ王朝時代のトライローカナート王時代に編纂された『三印法典』にも記録がある。同書によれば、ラーチャブリーは機内の第四級国で、オークプラ・アマリンタルーチャイと呼ばれる官吏が置かれ、左局の元、統治されていた。その後、後期アユタヤ王朝に至っては、ラーマ1世がルワン・ヨッククラバットの官名でここで公務を司っていたことがわかっている。
その後1817年ラーマ2世はメークローン川の対岸に街を移動し城壁を築いた。1895年にはラーマ5世（チュラーロンコーン）がチャクリー改革を行いラーチャブリーを中心に周辺の県を合わせてモントン・ラーチャブリー（ラーチャブリー省）を形成、ラーチャブリーはその中心地区となった。1897年ラーチャブリー県が成立し、ラーチャブリー市も成立した。その時モントン・ラーチャブリーの省庁のあるポーターラームにあったが、翌年、現在のナームアンに移動させられた。

## 地理
クローン川の形成した平地にある。郡内南部にはカオ・ケンチャンと呼ばれる山がある。

## 経済
郡内の産業のほとんどは農業で、米、果物、サトウキビなどが生産されている。また工業も盛んである。市内にはラーチャブリー発電所がある。

## 行政区分
郡内には22のタムボンがあり、さらにその下位に187の村（ムーバーン）がある。郡内には4つの自治体（テーサバーン）があり以下のようになっている。
- テーサバーンムアン・ラーチャブリー・・・タムボン・ナームアン全体
- テーサバーンタムボン・カオグー・・・タムボン・チェーディーハックとタムボン・コプラッププラーの一部
- テーサバーンタムボン・ラックムアン・・・タムボン・コークモーとタムボン・ポンサワーイの全体
- テーサバーンタムボン・フワイチンナシー・・・タムボン・アーントーンの全体

また、郡内には18のタムボン自治体（オンカーンボーリハーンスワンタムボン）が設置されている。
1. タムボン・ナームアン・・・ตำบลหน้าเมือง
2. タムボン・チェーディーハック・・・ตำบลเจดีย์หัก
3. タムボン・ドーンタコー・・・ตำบลดอนตะโก
4. タムボン・ノーンラーンナー・・・ตำบลหนองกลางนา
5. タムボン・フワイパイ・・・ตำบลห้วยไผ่
6. タムボン・クンナムウォン・・・ตำบลคุ้งน้ำวน
7. タムボン・クンクラティン・・・ตำบลคุ้งกระถิน
8. タムボン・アーントーン・・・ตำบลอ่างทอง
9. タムボン・コークモー・・・ตำบลโคกหม้อ
10. タムボン・サームルアン・・・ตำบลสามเรือน
11. タムボン・ピクントーン・・・ตำบลพิกุลทอง
12. タムボン・ナムプ・・・ตำบลน้ำพุ
13. タムボン・ドーンレー・・・ตำบลดอนแร่
14. タムボン・ヒンコーン・・・ตำบลหินกอง
15. タムボン・カオレーン・・・ตำบลเขาแร้ง
16. タムボン・コプラッププラー・・・ตำบลเกาะพลับพลา
17. タムボン・ルムディン・・・ตำบลหลุมดิน
18. タムボン・バーンパー・・・ตำบลบางป่า
19. タムボン・ポンサワーイ・・・ตำบลพงสวาย
20. タムボン・クーブワ・・・ตำบลคูบัว
21. タムボン・ターラープ・・・ตำบลท่าราบ
22. タムボン・バーンライ・・・ตำบลบ้านไร่